# Saint Peter (Jersey)
Saint Peter (jèrriais Saint Pièrre) - okręg (parish) na wyspie Jersey, jednej  z Wysp Normandzkich.  Okręg leży w zachodniej części wyspy. W St. Peter znajduje się port lotniczy Jersey.